# Хаккинен, Джей
Джей Ха́ккинен (англ. Jay Hakkinen; 19 июля 1977, Касилоф, Аляска) — американский биатлонист. Ни разу не поднимался на подиум в соревнованиях на Кубок мира, хотя и является довольно частым участником на его этапах. На протяжении 8 лет (1998—2006) становился лучшим биатлонистом своей страны в зачёте Кубка мира, пока в сезоне 2006/07 его не опередил Тим Бёрк. Обладает неплохой скоростью, однако его почти всегда подводит стрельба.

## Ранние годы
Джей научился кататься на коньках в три года на озере рядом с его домом. Тогда он особо увлекался хоккеем, играя левого защитника. Вместе со своей командой он даже выиграл чемпионат штата.
Несмотря на довольно впечатляющую игру, Джей был вынужден завершить хоккейную карьеру на первом курсе средней школы из-за повреждения шейного позвонка, защищая ворота от шайбы. На втором курсе он перепрофилировался в лыжника, удивив всех тем, что смог в первый же год своих выступлений выиграть Национальный Юниорский Чемпионат.
В 1994 году он отправился по обмену учащихся в норвежский Вингром, где пристрастился к биатлону, и его принимающие родители устроили его в местный биатлонный клуб. Оттуда он пробился в международную юношескую команду, в составе которой выступал на юношеском чемпионате мира, где добился лучшего результата для американцев и для своего клуба в его истории. В то время всего в 10 км от Вингрома прошла лиллехаммерская Олимпиада, и тогда он решил связать свою жизнь с биатлоном.
Приняв участие в четырёх юношеских чемпионатах мира, он выиграл спринт в 1997 году на чемпионате в Форни-Авольтри.

## Профессиональная карьера
Хаккинен был включён в состав своей команды на зимние Олимпийские игры 1998 года в Нагано, где успеха не снискал, став лучшим лишь в своей сборной. В следующем сезоне 1998/99 он установил личный, не побитый им до сих пор рекорд на этапе Кубка мира в Лэйк-Плэсиде, финишировав пятым в спринте. На домашней Олимпиаде в Солт-Лэйк-Сити, что проходила в 2002 году, Хаккинен установил рекорд для всех американцев, когда-либо выступавших на Играх: занял 13-е место в преследовании.
В 2006 году Джей прославился на Олимпиаде в Турине: в индивидуальной гонке он побил собственный рекорд Солт-Лэйк-Сити и пришёл десятым, показав на чистой дистанции второе время (в этом он уступил лишь Уле-Эйнару Бьёрндалену). Олимпийская эстафетная команда заняла там 9-е место, но бежавший на первом этапе Джей неожиданно для всех прошёл его первым. А вот в спринтерской гонке Джей потерпел неудачу: во время стрельбы лёжа он сделал пять промахов, после чего в порыве гнева стукнул винтовкой по земле и чуть не сломал её. Уходя с рубежа, он забыл закинуть винтовку за плечи и выронил лыжные палки, но продолжил гонку. В Интернете ходит ошибочное утверждение, что Хаккинен действительно доломал винтовку, бросил лыжные палки и очки, после чего объявил о сходе с дистанции — в числе дисквалифицированных Хаккинен не значится (у него 78-я позиция).
25 октября 2003 года Джей принял участие в этапе Кубка мира по лыжным гонкам. В спринтерских соревнованиях в Дюссельдорфе он не прошёл квалификацию, заняв предпоследнее, 73-е место. Завершил карьеру в середине сезона 2013/2014 годов.

## Кубок мира
- 1997—1998 — 72-е место (5 очков)
- 1998—1999 — 39-е место (44 очка)
- 1999—2000 — 36-е место (63 очка)
- 2000—2001 — 61-е место (32 очка)
- 2001—2002 — 57-е место (40 очков)
- 2003—2004 — 53-е место (41 очко)
- 2004—2005 — 33-е место (157 очков)
- 2005—2006 — 37-е место (120 очков)
- 2006—2007 — 41-е место (65 очков)
- 2007—2008 — 47-е место (75 очков)
- 2008—2009 — 45-е место (159 очков)
- 2009—2010 — 97-е место (16 очков)
- 2010—2011 — 75-е место (40 очков)
- 2011—2012 — 36-е место (248 очков)